# Deltocyathus nascornatus
Espèce
Deltocyathus nascornatus est une espèce de coraux appartenant à la famille des Deltocyathidae ou Caryophylliidae.